# St. Regiswindis (Vilchband)

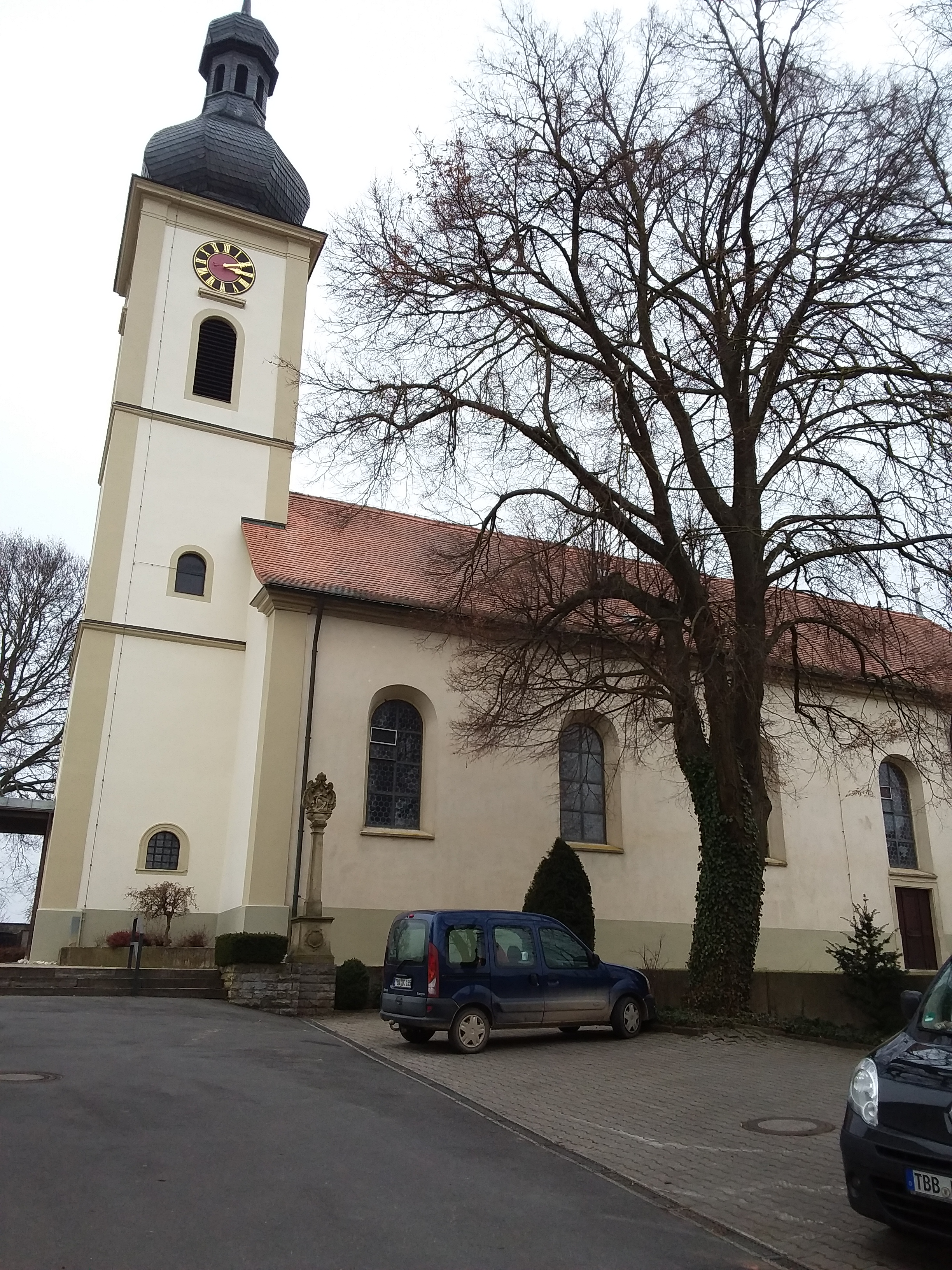
Die Pfarrkirche St. Regiswindis in Vilchband (2017)

Die römisch-katholische Kirche St. Regiswindis (früher St. Gumbertus) in Vilchband, einem Ortsteil von Wittighausen im Main-Tauber-Kreis, ist eine um 1753/54 erbaute Barockkirche.

## Geschichte
An der Stelle stand zuvor eine Gumbertuskirche, die wegen Baufälligkeit abgerissen werden musste. Die Grundsteinlegung der neuen Kirche fand am 26. Juni 1753 statt und bereits am 21. Dezember 1754 wurde das Allerheiligste in die Kirche überführt. Architekt der neuen Kirche war Anton Brenner aus Würzburg.
1907 wurde die Kirche um sechs Meter verlängert. Zusätzlich wurde der Kirchturm erhöht, so dass die ursprünglichen Proportionen wieder einigermaßen hergestellt waren. Finanziert wurde die Aufstockung durch Privatmittel des damaligen Pfarrers. Der Münchener Kunstmaler Anton Bischof schuf im Jahr 1908 ein großes Deckengemälde.
Die Kirche gehört heute zur Seelsorgeeinheit Grünsfeld-Wittighausen des Dekanats Tauberbischofsheim des Erzbistums Freiburg.

## Kirchenbau und Ausstattung

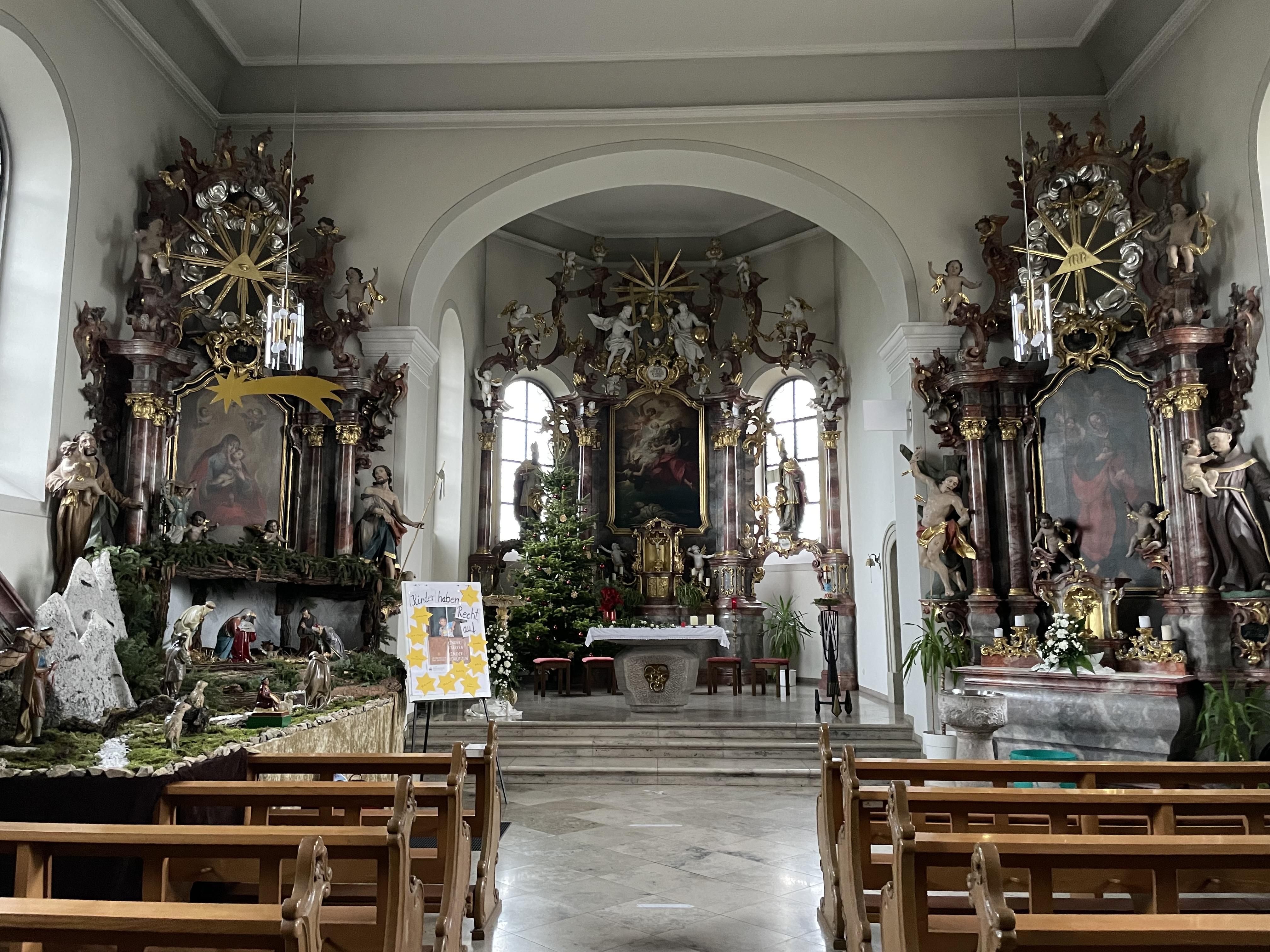
Die Pfarrkirche St. Regiswindis in Vilchband (2017)

### Altäre
Die Kirche enthält ihre ursprüngliche Ausstattung mit zwei Seitenaltären, die mit Rokoko-Schnitzereien verziert sind und von dem Bildhauer Johann Steuerwald im Jahr 1773 gefertigt wurden. Ein Hochaltar von 1756 ist ein Werk des Meisters Reiner Wirl, das im Jahr 1778 von dem Bildhauer Johann Steuerwald aus Kitzingen erneuert und vergrößert wurde.

### Orgel
Die Empore aus dem Jahre 1856 trägt eine Louis Voit-Orgel von 1896, die von 2003 bis 2004 von dem Unternehmen Joachim Popp Orgelbau restauriert wurde. Sie ist einmanualig und verfügt über 15 Register. Der Orgelprospekt wurde dem barocken Charakter der Kirche angeglichen.

### Glocken
Im Kirchturm hängen drei Glocken aus Bronze, die 1954 von der Glockengießerei Friedrich Wilhelm Schilling in Heidelberg gegossen wurden; sie sind in einem 2002 errichteten Glockenstuhl aus Douglasienholz untergebracht. Der Turm ist auf drei Seiten mit Zifferblättern der Turmuhr ausgestattet.

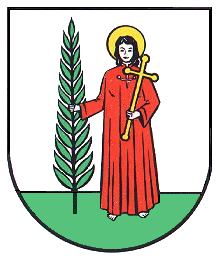
Die heilige Regiswindis im Ortswappen von Vilchband

| Glocke | Gießer                      | Gussjahr | Material | Durchmesser | Gewicht  | Schlagton |
| ------ | --------------------------- | -------- | -------- | ----------- | -------- | --------- |
| 1      | F. W. Schilling, Heidelberg | 1954     | Bronze   | 1237 mm     | 1.273 kg | f1 −2     |
| 2      | F. W. Schilling, Heidelberg | 1954     | Bronze   | 1028 mm     | 0745 kg  | as1 ±0    |
| 3      | F. W. Schilling, Heidelberg | 1954     | Bronze   | 0912 mm     | 0501 kg  | b1 −2     |

## Ortswappen
Die heilige Regiswindis, die Patronin der Kirche in Vilchband, ist auch im Ortswappen abgebildet.